# Erkner
Erkner – miasto w Niemczech, w kraju związkowym Brandenburgia, w powiecie Oder-Spree. Położone na południowy wschód od Berlina. Według danych z 31 grudnia 2009 r. miasto liczy 11 641 mieszkańców.
W Erkner znajduje się końcowa stacja linii S3  berlińskiego S-Bahnu oraz przystanek kolei regionalnych.

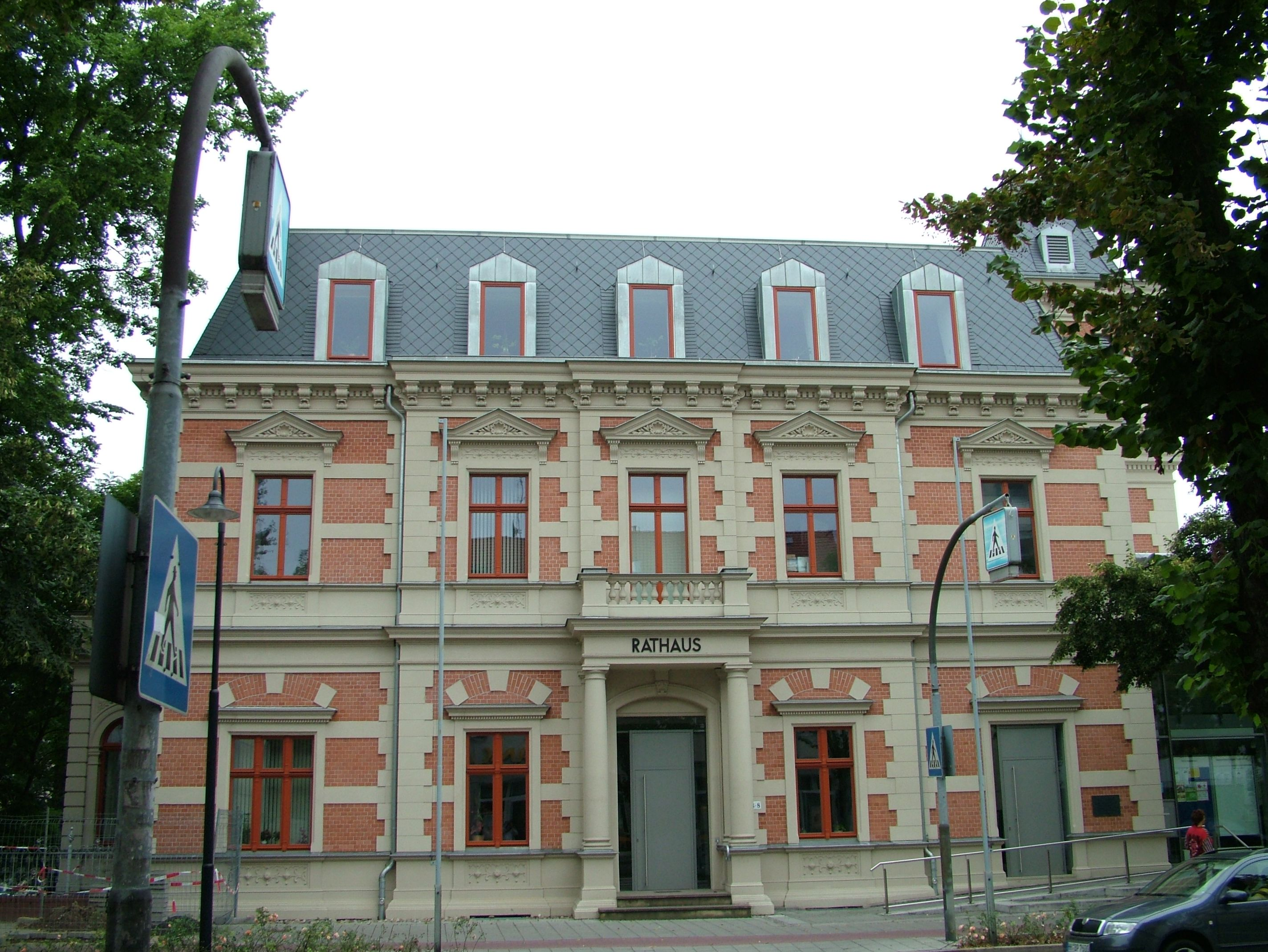
Ratusz